# Пески (городской округ Шаховская)
Пески — деревня в городском округе Шаховская Московской области. В деревне действует деревянная Сретенская церковь 1776 года постройки, перевезенная в Пески из Середы в 1858 году.

## Население
| 1859 | 1926 | 2002 | 2006 | 2010 |
| ---- | ---- | ---- | ---- | ---- |
| 14   | ↗18  | ↘2   | ↘1   | ↗5   |

## География
Деревня расположена в южной части округа, примерно в 23 км к югу от райцентра Шаховская, на запруженном безымянном правом притоке реки Исконы, высота центра над уровнем моря 239 м. Ближайшие населённые пункты — Репотино на северо-западе и Канаево на севере.
К деревне приписано садовое некоммерческое товарищество (СНТ) «Русь».
От деревни ходят автобусы № 35 и 50 до райцентра.

## Исторические сведения
Впервые упоминается как присёлок села Середа в писцовой книге Волоколамского района 1626 года.
В 1769 году — уже село Хованского стана Рузского уезда с собственным участком церковной земли (в том числе 36 десятин 1486 саженей пашни, 13 десятин 200 саженей дровяного леса, 14 десятин 680 саженей сенного покоса).

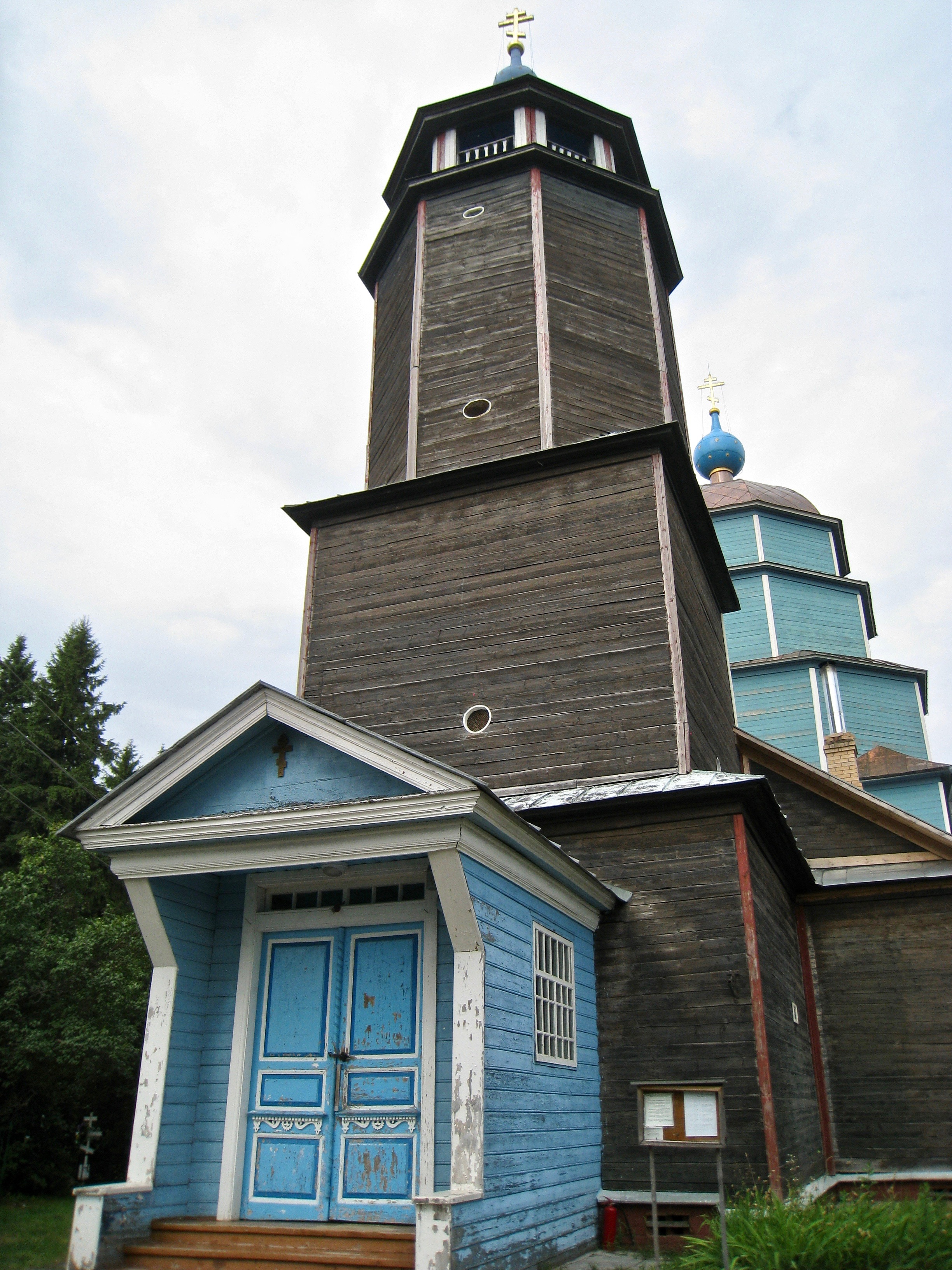
Церковь Сретения Господня. Пески, Шаховской район

В середине XIX века село Пески относилось ко 2-му стану Можайского уезда Московской губернии и принадлежало Департаменту государственных имуществ, проживали церковнослужители.
В «Списке населённых мест» 1862 года Пески — погост 2-го стана Можайского уезда Московской губернии по левую сторону торгово-просёлочного Гжатского тракта, в 44 верстах от уездного города, при пруде, с 4 дворами, православной церковью, училищем и 14 жителями (6 мужчин, 8 женщин).
По данным на 1890 год деревня входила в состав Канаевской волости.
В 1913 году — снова погост.
В 1917 году Канаевская волость была присоединена к Волоколамскому уезду, а в 1924 году ликвидирована согласно постановлению президиума Моссовета, и Пески были включены в состав Серединской волости.
По материалам Всесоюзной переписи населения 1926 года в деревне Пески Репотинского сельсовета проживало 18 человек (11 мужчин, 7 женщин), велось 5 хозяйств (из них 2 крестьянских).
С 1929 года — населённый пункт в составе Шаховского района Московской области.
1994—2006 гг. — деревня Дорского сельского округа Шаховского района.
2006—2015 гг. — деревня сельского поселения Серединское Шаховского района.
2015 г. — н. в. — деревня городского округа Шаховская Московской области.